# Cornelis Lens
Andries Cornelis Lens (Tilff [bij Luik], 19 februari 1713 - Antwerpen, 1770) 
was een kunstschilder uit het Prinsbisdom Luik maar vooral actief in Antwerpen.

## Levensloop
Cornelis (Corneille) Lens was een zoon van Corneille Lens (Tilff 1670-1758), steenhouwer, en van Marguerite Coppe (Tilff 1683-1733); 
Cornelis Lens huwde in de St.-Joriskerk te Antwerpen op 23 januari 1738 met Magdalena Slaets, enkele dagen na de geboorte van hun eerste kind.  Het echtpaar had elf kinderen, o.w. Andries Cornelis Lens (1739-1822) en Jan Jacob Lens (1746-1814), beiden vooraanstaande neoclassicistische kunstschilders.
Te Antwerpen woonde Cornelis Lens steeds op de St.-Jorisparochie, waar al zijn kinderen gedoopt werden.
Lens was afkomstig uit het Luikse Ourthe-dorpje Tilff.  Over zijn vroege jaren weten we praktisch alleen dat hij nog drie jongere broers, Hubert, Lambert en Charles, had.
Zijn eigenlijke carrière speelde zich te Antwerpen af.  Noch de redenen noch het exacte tijdstip van zijn verhuizing naar de Scheldestad zijn bekend.  Hij woonde er echter al vóór 19 januari 1738, de geboortedatum van zijn eerste kind.  Maar de auteur J.B. Picard situeert hem er reeds in 1730.  Over namen en data  in verband met zijn leertijd tast men eveneens in het duister.
Lens’ positie te Antwerpen was niet onaanzienlijk.  In 1750-51 was hij deken van het lokale Sint-Lukasgilde.  Daar de “Liggeren” van dit Gilde over de periode 1736-49 verloren zijn gegaan, blijft het gissen naar zijn exacte rol en functie, alsmede naar zijn aanzien binnen het gilde vóór 1750.

## Schilder van bloemen
Lens had als specialiteit het bloemschilderen : stillevens met bloemen en vruchten, decoratieve bloemenslingers rond portretten of figuurschilderingen van andere kunstenaars.  Zijn bloemen- en-vruchten-stillevens sluiten aan bij de toen gangbare rococostijl.  Tot op heden werden uiterst weinig werken van Lens geïdentificeerd.  Het “Boeket” in het Sted. Museum te Leuven had blijkens zijn grillige vorm ongetwijfeld een functie als muurdecoratie, ingewerkt in een lijst of lambrisering, in elk geval niet als chevalet-schilderij.  Het “Votiefportret” uit de Mechelse Hanswijkkerk is merkwaardig, daar het ontstaan is door samenwerking van Cornelis Lens (bloemenboord) en zijn zoon Andries Cornelis Lens (het portret).  Archivalisch is nog een derde werk bekend, dat door van den Branden gesignaleerd wordt : een bloemenschildering gesigneerd “Corneille Lens”, op de schoorsteen van het pand Jodenstraat 20 te Antwerpen, die in of ná 1878 door de eigenaar van het pand aan de Antwerpse kunsthandelaar Fr. Delahaye verkocht werd.
Lens is een lang veronachtzaamde, maar belangrijke overgangsfiguur tussen de bloemschilderkunst van de late barok en het rococo enerzijds en de heropbloei van dat genre te Antwerpen met figuren als Pieter Faes en Joris-Frederik Ziesel.

## Andere activiteiten en conflict met het oude gildesysteem
Lens, die een groot gezin had, slaagde er blijkbaar niet in met enkel het schilderen van bloemstukken in het levensonderhoud van de zijnen te voorzien.  Daarom was hij ook actief als decorateur van koetsen en interieurs en als schilder van blazoenen.  Daarnaast beoefende hij nog het beroep van vergulder.  Hij blijkt daarvoor procedés van eigen vinding gebruikt te hebben : verguldsel op basis van koper en een soort verguldsel-vernis dat het echte verguldsel tamelijk getrouw zou hebben benaderd.  Hier kwam Lens zwaar in de problemen met het Sint-Lukasgilde, dat hem verplichtte zich te laten inschrijven als leerling-vergulder bij een meester-vergulder.  Lens protesteerde, maar verloor in eerste aanleg het pleit : op 27 maart 1753 was hij ingeschreven in de “Liggeren” als leerling van Egidius Hermans.  Hij gaf de strijd echter niet op : hij hanteerde het argument dat de technieken die hij toepaste, niet onder de bevoegdheid van het gilde der vergulders vielen, daar ze nog niet bestonden toen het gilde (en zijn reglementen) werd opgericht.  Na heel wat juridische touwtrekkerij tussen Lens, het Sint-Lukasgilde en de Antwerpse magistratuur werd de zak ten slotte op hoog niveau – met name door Karel van Lotharingen – in 1766 in Lens’ voordeel beslecht.  Deze beslissing lag in de lijn van de meer algemene intentie van de Oostenrijkse regering om de druk van de gilden en de ambachten op de lokale economie te verlichten en hun macht te fnuiken.  In feite was het conflict Lens versus Sint-Lukasgilde voor de regering van Karel van Lotharingen een welkome “testcase” ter zake.  Aldus speelde de vergeten kunstschilder Lens een niet onbelangrijke rol in het breken van de macht van het Antwerpse gilde en in de ontvoogding van de beeldende kunstenaars in Vlaanderen.

## Verzamelingen
- Leuven, M (Stedelijk Museum) : Stilleven en vruchten (gesigneerd Cornelis Lens F./Antverpia/ 1756);-
- Mechelen, Basiliek van Onze-Lieve-Vrouw van Hanswijk : Portret van Marie-Catherine de Villegas de Borsbeke (gesigneerd A et C LENS/Antverpia 1761).